# Republikanske Folkeparti
Republikanske Folkeparti (tyrkisk: Cumhuriyet Halk Partisi; forkortet CHP) er et socialdemokratisk politisk parti i Tyrkiet. Partiet blev grundlagt i 1923 af Kemal Atatürk. Partiet beskriver sig selv som "et moderne socialdemokratisk parti, der er tro mod de grundlæggende principper og værdier for Republikken Tyrkiet". Partiet er også refereret til som "the founding party of modern Turkey".
Ved det tyrkiske parlamentsvalg i november 2015 fik partiet 134 mandater i parlamentet. I 2014 havde partiet 1.083.353 medlemmer.
CHP anses for at være Tyrkiets mest sekulære parti, eftersom partiets grundlægger Atatürk, havde samfundsidealer der var baseret på en mere sekulær og en revolutionær nation, efter det Osmaniske riges nederlag under 1. verdenskrig.

## Ledere
| No.                                                                                          | Navn (Født–Død)            | Billede | Periode            | Periode            |
| -------------------------------------------------------------------------------------------- | -------------------------- | ------- | ------------------ | ------------------ |
| 1                                                                                            | Kemal Atatürk (1881–1938)  |         | 9. September 1923  | 10. November 1938  |
| 2                                                                                            | İsmet İnönü (1884–1973)    |         | 26. December 1938  | 8. Maj 1972        |
| 3                                                                                            | Bülent Ecevit (1925–2006)  |         | 14. Maj 1972       | 30. Oktober 1980   |
| Partiet eksisterede officielt ikke efter statskuppet den 12. september 1980 og frem til 1992 |                            |         |                    |                    |
| 4                                                                                            | Deniz Baykal (1938–)       |         | 9 September 1992   | 18. Februar 1995   |
| 5                                                                                            | Hikmet Çetin (1937–)       |         | 18. Februar 1995   | 9. September 1995  |
| (4)                                                                                          | Deniz Baykal (1938–)       |         | 9. September 1995  | 23. Maj 1999       |
| 6                                                                                            | Altan Öymen (1932–)        |         | 23. Maj 1999       | 30. September 2000 |
| (4)                                                                                          | Deniz Baykal (1938–)       |         | 30. September 2000 | 10. Maj 2010       |
| 7                                                                                            | Kemal Kılıçdaroğlu (1948–) |         | 10. Maj 2010       | 8. November 2023   |
| 7                                                                                            | Özgür Özel (1948–)         |         | 8. November 2023   | Nuværende          |